# Algyroides fitzingeri
Algyroides fitzingeri е вид влечуго от семейство Гущерови (Lacertidae). Видът е незастрашен от изчезване.

## Разпространение
Разпространен е в Италия и Франция.

## Описание
Популацията на вида е стабилна.